# Symphora ater
Symphora ater is een keversoort uit de familie zwamspartelkevers (Melandryidae). De wetenschappelijke naam van de soort werd in 1959 gepubliceerd door Nomura.